# Frances Dana Barker Gage

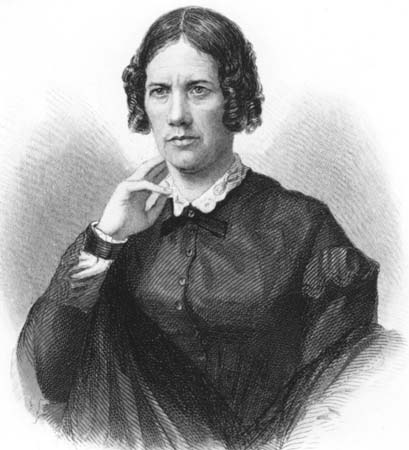
Frances Dana Barker Gage

Frances Dana Barker Gage (geboren am 12. Oktober 1808 in Marietta (Ohio); gestorben am 10. November 1884 in Greenwich (Connecticut)) war eine führende Reformerin, Feministin und Abolitionistin in den Vereinigten Staaten. Sie arbeitete eng mit Susan B. Anthony und Elizabeth Cady Stanton sowie weiteren Führerinnen der frühen Frauenbewegung zusammen. Sie gehörte zu den ersten, die Wahlrechte für alle Bürger ohne Rücksicht auf Rasse oder Geschlecht befürwortete, und war eine ausgesprochene Unterstützerin davon, den gerade befreiten afroamerikanischen Frauen während der Rekonstruktionsepoche ebenso wie den afroamerikanischen Männern, die vormals Sklaven gewesen waren, das Wahlrecht zu geben.

## Jugend und Erziehung

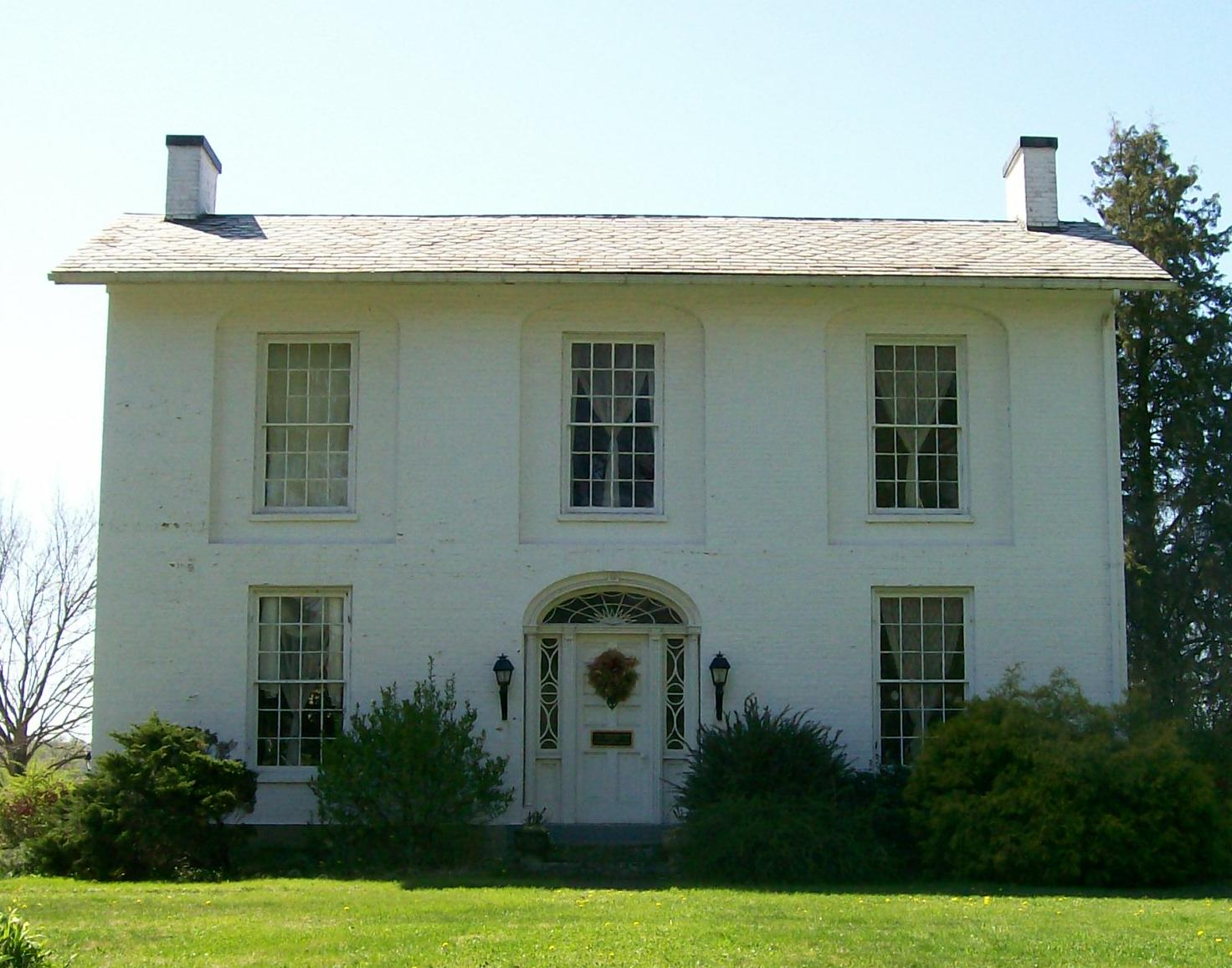
Das „Colonel Joseph Barker House“ im April 2010. Es ist das Haus, in dem Gage aufwuchs.

Frances Dana Barker wurde am 12. Oktober 1808 in der Nähe von Marietta (Ohio) geboren. Sie war die Tochter der Farmer
Elizabeth Dana (1771–1835) und Colonel Joseph Barker (1765–1843). Der Familienwohnsitz existiert noch und ist zum geschützten historischen Baudenkmal erklärt worden. Frances war die zehnte von elf Kindern. Die Barkers verließen 1788 New Hampshire und überschritten die Alleghenies zusammen mit Rufus Putnam. Sie gehörten zu den ersten Siedlern, die sich im Nordwestterritorium der Vereinigten Staaten niederließen. Am 1. Januar 1829 heiratete sie James L. Gage (1800–1863), einen abolistischen Rechtsanwalt aus McConnelsville. Er war ein Universalist und ein Freund des Evangelismus-Predigers Stephen R. Smith. Umherziehende Prediger des Universalismus wie George Rogers und Nathaniel Stacy waren im Haushalt der Familie Gage oft zu Gast.

## Karriere

### Aktivitäten
Gage schrieb, dass ihre Bemühungen in Richtung Frauenwahlrecht schon im Alter von 10 Jahren begannen. 1818 half sie ihrem Vater Fässer zu machen und ihre Arbeit war so gut ausgeführt, dass der Vater ihre Arbeit lobte und dann „das Unglück ihres Geschlechts“ beklagte. Gage schrieb, dass dies ein Wendepunkt für sie war, es war der Anlass, der in ihr den Hass auf die Begrenzungen des Geschlechts erweckte und das Fundament für ihren späteren Aktivismus legte.
Obwohl Gage schon im frühen Alter inspiriert war, begann sie nicht vor 1848 mit ihrer Aktivistenarbeit. 1850 organisierte sie eine Zusammenkunft in McConnelsville, Ohio, an der 70 Leute teilnahmen. Die auf dieser Convention Versammelten kämpften dafür, dass Rasse und Geschlecht aus den Aufnahmebedingungen für die Staatsbürgerschaft und das Wahlrecht in der Verfassung von Ohio entfernt würden. Ihre Bemühungen waren nicht erfolgreich.
Sie wurde eine Aktivistin in der Temperenzler-Bewegung, in der Anti-Sklaverei- und der Frauenrechtsbewegung. 1851 präsidierte sie bei einer Frauenwahlrechts-Convention in Akron, Ohio, wo sie mit ihrer Eröffnungsansprache, in der sie
Sojourner Truth einführte, viel Aufmerksamkeit erregte. Zwölf Jahre später, 1863, hielt sie ihre Erinnerungen an die Ansprache von Truth – „Ain't I a Woman?“ – fest. Die Version von Gage weicht bedeutend von den Berichten von 1851 ab, da sie die Ansprache verlängerte, das oft wiederholte „ain't I a woman“ wie einen Refrain einfügte und so daraus eine Imitation eines Minstrels in der Sprechweise von Sklaven aus dem Süden machte – mit Spracheigentümlichkeiten, die Truth nicht besaß, da sie in New York aufgewachsen war und Dutch sprach. Trotz der zweifelhaften historischen Herkunft und der rassistischen Untertöne wurde ihre Version der Standardtext und Bericht über diese berühmte Rede.
1853 zog sie um nach St. Louis in Missouri, wo sie wegen ihrer Anti-Sklaverei-Ansichten oft mit Gewalt bedroht wurde. Sechs Monate nach ihrem Umzug wurde sie zur Vorsitzenden der National Women’s Rights Convention in Cleveland gewählt, die im Oktober stattfand. 1857 besuchte sie Cuba, die Amerikanische Jungferninsel Saint Thomas and Santo Domingo; nach der Rückkehr schrieb sie und hielt Vorträge. Gages Radikalismus hatte wenig Erfolg in einem Sklavenstaat wie Missouri. Sie zog 1860 mit ihrer Familie nach Columbus (Ohio) um. Die Gesundheit von James nahm stark ab und die Familie musste drei mysteriöse Feuer überstehen, die vermutlich wegen der abilitionischen Ansichten von Frances gelegt worden waren.
Gage wurde 1860 Redakteurin des „Damen-Ressorts“ in der Zeitschrift Ohio Cultivator, in der sie sich für Feministinnen und Abolitionistinnen einsetzte. Sie versuchte auch die Gesetzgebung in Richtung eines „Gesetzes für Verheiratete Frauen“ zu beeinflussen, das diesen die gleichen Eigentumsrechte wie den Männern geben sollte, aber sie hatte keinen Erfolg.
Als der Sezessionskrieg begann, wurde sie von der „Western Sanitary Commission“ angestellt; sie reiste den Mississippi abwärts, um den Verwundeten in Vicksburg, Natchez und Memphis zu helfen. Von 1863 bis 1864 war sie Superintendentin, unter General Rufus Saxton, über Parris Island, South Carolina, eine Krankeneinrichtung für über 500 befreite Sklaven. Dort traf sie die Krankenpflegerin Clara Barton, die in der Nähe arbeitete, und freundete sich mit ihr an. Sie verglichen ihre Kindheiten und diskutierten über Universalismus und Literatur. 1863 schloss sich Gage der American Equal Rights Association als bezahlte Lobbyistin und Schreiberin an.
Obwohl sie 1865 aus einem Kutschenunfall in Galesburg (Illinois) verkrüppelt hervorging, führte sie ihre Vortragsveranstaltungen fort. Ihre Themen behandelten das so genannte „dreieinige Problem“: erstens, Abolitionismus, zweitens, Frauenrechte und drittens, Mäßigung hinsichtlich des Alkohols. Die Frauenrechtsaktivistinnen und Freundinnen wie Elizabeth Cady Stanton, Susan B. Anthony, Amelia Bloomer, Lucy Stone und Antoinette Brown ermutigten sie, die Frauenrechts-Botschafterin im Mittelwesten der Vereinigten Staaten zu sein. Ihre Vortragsreisen führten sie durch Illinois, Indiana, Iowa, Massachusetts, Missouri, Nebraska, New York, Ohio und Pennsylvania, Louisiana, Mississippi und Tennessee. 1867 sprach sie beim ersten Jahrestags des Bestehens der American Equal Rights Association.
Sie sagte unter anderem dabei:
“When we hold the ballot, we shall stand just there. Men will forget to tell us that politics are degrading. They will bow low, and actually respect the women to whom they now talk platitudes; and silly flatteries, sparkling eyes, rosy cheeks, pearly teeth, ruby lips, the soft and delicate hands of refinement and beauty, will not be the burden of their song; but the strength, the power, the energy, the force, the intellect and the nerve, which the womanhood of this country will bring to bear, and which will infuse itself through all the ranks of society, must make all its men and women wiser and better.”
(deutsch: Wenn wir vor der Wahlurne zur Stimmabgabe stehen, stehen wir genau am richtigen Platz. Die Männer werden vergessen, uns zu erzählen, dass die Politik etwas Herabwürdigendes sei. Sie werden sich tief verbeugen und tatsächlich die Frauen respektieren, mit denen sie jetzt nur Plattitüden austauschen. Und dumme Schmeicheleien, funkelnde Augen, rosige Wangen, perlenhafte Zähne, rubinrote Lippen, die sanften und zarten Hände voller Raffinement und Schönheit werden nicht mehr ihre Gesänge belasten, sondern die Stärke, die Kraft, die Energie, die Macht, der Intellekt und die Nervenstärke, die die Weiblichkeit dieses Landes ihnen als Last auferlegt. Und das wird in alle Schichten der Gesellschaft sickern und muss alle ihre Männer und Frauen weiser und besser machen.)

### Publikationen
- Gage schrieb Kinderbücher und Gedichte, unter dem Pseudonym „Aunt Fanny“ (Tante Fanny). Dazu gehören Fanny at School, Fanny's Birthday und Fanny's Journey.
- Sie schrieb im Journal The Ohio Cultivator und in anderen regionalen Zeitschriften; sie stellte sich selbst als eine warmherzige, häusliche Person dar, die Rat und Hilfestellung für die einsamen, isolierten Hausfrauen in Ohio anbot.
- Sie schrieb Essays, Briefe, Lyrik und Romane. Sie publizierte auch in den Zeitschriften Western Literary Magazine, New York's Independent, Missouri Democrat, Cincinnati's The Ladies' Repository, Field Notes und The National Anti-Slavery Standard.
- Sie war eine der ersten, die in der Saturday Review Beiträge brachte, sie veröffentlichte „Poems“ (1867); „Elsie Magoon, oder das Old Still-House in the Hollow: A Tale of the Past“ (Altes stilles Haus in der Grube. Eine Geschichte aus der Vergangenheit) (1872); „Steps Upward“ (1873) und „Gertie's Sacrifice, or Glimpses of Two Lives“ (1869). Und sie veröffentlichte „A Hundred Years Hence“, eine Hymne von ihr und zuerst 1875 gesungen:

Oppression and war will be heard of no more

Nor the blood of a slave leave his print on our shore,

Conventions will then be a useless expense,

For we'll all go free suffrage, a hundred years hence.

### Ablehnung des Universalismus
Sie praktizierte ihre Religion nicht während ihres gesamten Lebens. In ihrem späten Leben schrieb sie:

“There came a time when Universalists refused to go with me as an abolitionist, an advocate for the rights of women, for earnest temperance pleaders. (…) Then it came to me that Christ's death as an atonement for sinners was not truth, but he had died for what he believed to be truth. Then came the war, then trouble, then paralysis, and for 14 years I have not listened to a sermon because I am too great a cripple. I have read much, thought much, and feel that life is too precious to be given to doctrines.”

„Es kam eine Zeit, als die Universalisten sich weigerten, sich mir anzuschließen: als Abolitionistin, als Befürworterin für die Frauenrechte und als ernsthafte Forderer der Mäßigung. (...) Dann überkam mich der Gedanke, dass der Tod Christi als Beruhigung für die Sünder nicht die Wahrheit war, sondern er war gestorben für seinen Glauben an die Wahrheit. Dann kam der Krieg, dann die Sorgen, dann die Paralyse. Und seit 14 Jahren habe ich keiner Predigt mehr zugehört, weil ich zu stark behindert bin. Ich habe viel gelesen, viel nachgedacht und empfinde, dass das Leben zu kostbar ist, um es den Lehrsätzen zu opfern.“

## Privatleben
Frances heiratete James L. Gage am Neujahrstag 1829. Während ihrer Ehe von 35 Jahren unterstützte James die Bemühungen von Frances, anderen zu helfen. Sie zogen zusammen acht Kinder groß. Vier ihrer Söhne kämpften in der Unionsarmee während des Sezessionskrieges. Im Herbst 1862 reisten Frances und ihre Tochter Mary zu den Sea Islands in South Carolina, um dort Ex-Sklaven zu schulen. 1863 wurde James Gage todkrank und starb in Columbus (Ohio). Er wurde im "Woodland Cemetery", McHenry (Illinois) bestattet. Frances Gage erlitt 1867 einen Schlaganfall, der sie zum Pflegefall machte. Sie starb in Greenwich, Connecticut am 10. November 1884.